# Ладыгино (Вологодская область)
Ладыгино — деревня в Череповецком районе Вологодской области.
Входит в состав Абакановского сельского поселения, с точки зрения административно-территориального деления — в Абакановский сельсовет.
Расстояние по автодороге до районного центра Череповца — 36 км, до центра муниципального образования Абаканово — 8 км. Ближайшие населённые пункты — Ботило, Шухободь, Ганино, Кораблево, Аксеново, Курцево.
По переписи 2002 года население — 15 человек.